# Tanaya Beatty
Tanaya Beatty (Vancouver, Columbia Británica, 12 de febrero de 1991) es una actriz canadiense. Principalmente conocida por su papel de Rachel Black en la adaptación cinematográfica de The Twilight Saga: Breaking Dawn - Part 1, así como por sus papeles protagonistas como Jessica Finch en True Justice, Caitlin Janvier en la exitosa serie de televisión canadiense Arctic Air y como Sacajawea en la miniserie de HBO Lewis and Clark. En 2016, se incorporó al elenco de la serie The Night Shift de NBC como la Dra. Shannon Rivera. En 2018, interpretó el papel principal de Annie en la adaptación cinematográfica de la novela de Joseph Boyden, Through Black Spruce, y entre 2018 y 2022 dio vida a Avery en Yellowstone.

## Biografía
Tanaya Beatty nació el 12 de febrero de 1991 en Vancouver, Columbia Británica (Canadá). Su madre biológica es descendiente de los Awaetlatla una de la Primeras Naciones, mientras que su padre es descendiente indio (del Himalaya). Fue adoptada y criada por una familia de ascendencia italiana. Por lo que pasó su infancia viviendo en el interior de la Columbia Británica, incluidas localidades como Midway, Nelson y Grand Forks.
En diciembre de 2010, se graduó en la Escuela de Cine de Vancouver y completó con éxito el Programa Esencial y de Actuación de tiempo completo. Anteriormente, obtuvo un certificado de un programa de trabajo social.
Beatty ha sido incluida en el grupo de actrices nativas americanas consideradas con «tanto el talento como la belleza para ser una lista A», y fue elegida para el papel de Sacajawea para la miniserie planeada de HBO, Lewis and Clark, que ha estado en el infierno del desarrollo desde 2016. En 2017, apareció junto a Christian Bale y Wes Studi en Hostiles. También interpretó el papel principal en la película Through Black Spruce, una adaptación de la novela del mismo nombre de Joseph Boyden.

## Filmografía

### Películas
| Año  | Título                                    | Papel                | Notas         | Ref.   |
| ---- | ----------------------------------------- | -------------------- | ------------- | ------ |
| 2011 | The Twilight Saga: Breaking Dawn - Part 1 | Rachel Black         |               |        |
| 2013 | Words and Pictures                        | Tammy                |               |        |
| 2016 | The Last Hunt                             | Crystal              | Cortometraje  |        |
| 2017 | Hochelaga, Land of Souls                  | Akwi                 |               |        |
| 2017 | Hostiles                                  | Living Woman         |               |        |
| 2018 | Through Black Spruce                      | Annie                |               |        |
| 2022 | Crimes of the Future                      | Berst                |               | [ 12 ] |
| 2022 | God's Country                             | Gretchen             |               |        |
| 2022 | Murder at Yellowstone City                | Violet Running Horse |               |        |
| 2022 | Bones of Crows                            | Taylor               |               |        |
| 2024 | The Birds Who Fear Death                  | Constance            |               |        |
| —    | In the Blink of an Eye                    |                      | Posproducción | [ 13 ] |

### Televisión
| Año       | Título          | Papel              | Notas                                                                            | Ref.   |
| --------- | --------------- | ------------------ | -------------------------------------------------------------------------------- | ------ |
| 2012      | True Justice    | Jessica Finch      | Papel recurrente; 7 episodios                                                    | [ 14 ] |
| 2012      | Blackstone      | Sandra             | Episodio: «Hitchin»                                                              |        |
| 2012-2014 | Arctic Air      | Caitlin Janvier    | Papel principal; 18 episodios                                                    |        |
| 2013      | Continuum       | Rebecca            | Papel recurrente; 3 episodios                                                    |        |
| 2014      | The 100         | Mel                | Papel recurrente; 2 episodios                                                    | [ 15 ] |
| 2016-2017 | The Night Shift | Dr. Shannon Rivera | Papel principal (temporada 3 y 4); 23 episodios                                  |        |
| 2018-2022 | Yellowstone     | Avery              | Personaje invitado (temporada 1), papel recurrente (temporada 2, 4); 8 episodios | [ 16 ] |